# 傅子诚
傅子诚，中华人民共和国政治人物。
担任河南省郑州市工商联合会主任委员、民主建国会郑州市委员会名誉主任委员，1956年补选。1954年，当选第一届全国人民代表大会代表。